# Патруль Карлсона
Патруль Карлсона, також відомий як Довгий патруль або Довгий патруль Карлсона — операція 2-го рейдерського батальйону морської піхоти США під командуванням Еванса Карлсона в ході Гуадалканальської кампанії проти Імператорської армії Японії з 6 листопада по 4 грудня 1942 року.

## Короткі відомості
В ході цієї операції 2-й рейдерський батальйон морської піхоти атакував японські війська під командуванням Тосінарі Сьодзі, які здійснювали перехід після бою біля мису Колі на Гуадалканалі, щоб з'єднатися з іншими японськими підрозділами на протилежній стороні від американського оборонного периметру Лунга.
В серії невеликих боїв протягом 29 днів рейдери вбили майже 500 японських солдатів, втративши вбитими лише 16 бійців. Рейдери також захопили японську артилерійську гармату, яка була доставлена для ведення вогню по Гендерсон-філд, аеродрому Союзників біля мису Лунга на Гуадалканалі.